# Habenaria clarencensis
Habenaria clarencensis är en orkidéart som beskrevs av Robert Allen Rolfe. Habenaria clarencensis ingår i släktet Habenaria och familjen orkidéer.
Artens utbredningsområde är Bioko. Inga underarter finns listade i Catalogue of Life.